# Lankojärvi (sjö i Lappland)
Lankojärvi är en sjö i Finland. Den ligger i kommunen Pello i landskapet Lappland, i den norra delen av landet, 700 km norr om huvudstaden Helsingfors. Lankojärvi ligger 179,2 meter över havet. Den är 8,8 meter djup. Arean är 4,63 kvadratkilometer och strandlinjen är 21,4 kilometer lång. Sjön  ingår i Torne älvs huvudavrinningsområde. 